# 董玉琛
董玉琛（1926年6月11日—2011年9月26日），河北高阳人。女。作物种质资源专家。1999年当选为中国工程院农业学部院士。

## 生平
少時在高阳县就讀县立女子小学，七七事變後去到北京入讀志成女子中学，其後考入北京师范大学附属女子中学，高考后考入讀北平大学医学院药学系，后轉讀农学院农艺系，1954年她被选派到苏联哈尔科夫农学院攻读研究生。回國後一直從事作物品种资源的研究，中国国家作物种质库在董玉琛的支持下於1986年於北京成立。其對作物品种资源的研究亦獲得肯定，分别获国家科技进步及农业部科技改进或科技进步。
因冠心病发，于2011年9月26日在北京逝世，享年86岁。